# Végétale
La Végétale, auparavant Tégéval, voire Coulée verte de l'interconnexion des TGV, est un aménagement cyclable effectué dans les départements du Val-de-Marne et, pour une petite partie, de l'Essonne, en région parisienne. Il s'agit au départ d'une mesure compensatoire de la construction de la LGV Interconnexion Est, tout comme la Coulée verte du Sud parisien était une mesure compensatoire de la LGV Atlantique.

## Historique

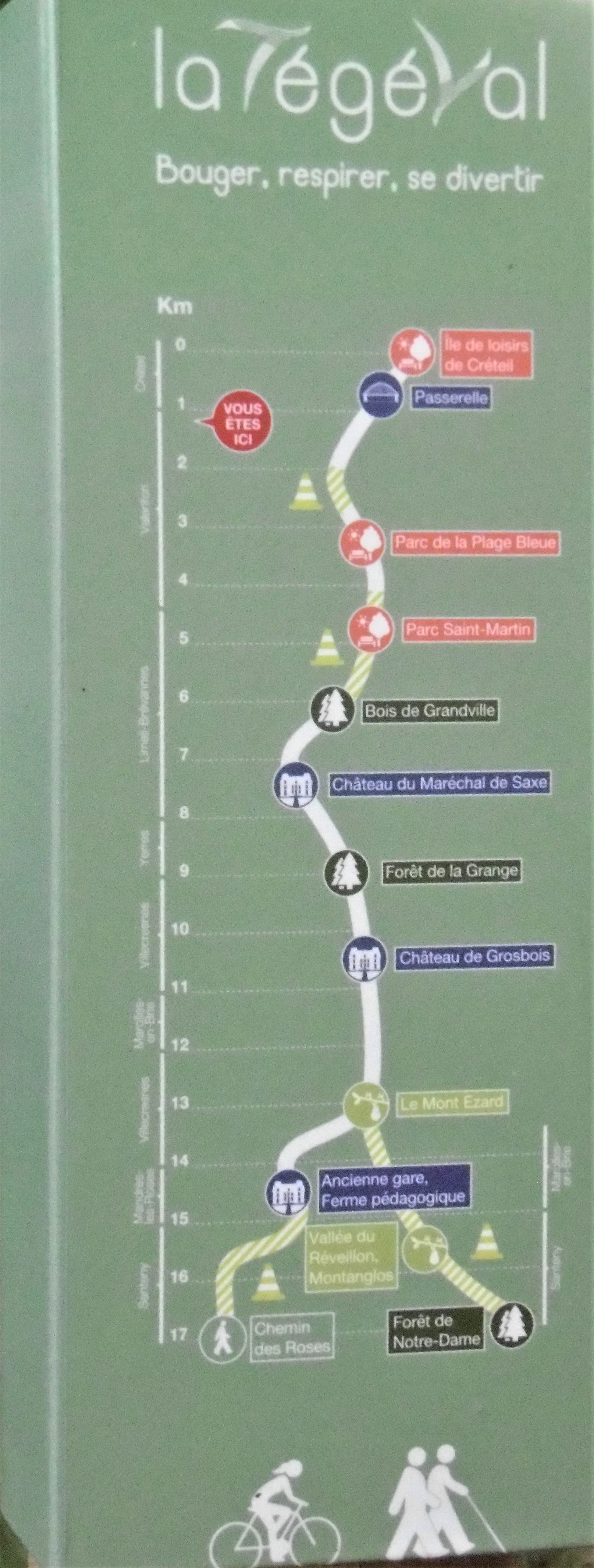
Panneau Tégéval

Envisagée dès 1988, la déclaration d'utilité publique du projet est effectuée le 9 avril 2013, les premiers travaux étant commencés cinq mois plus tard.
La voie verte devrait relier Créteil à Santeny sur une longueur de 17 km et comprendre un embranchement de 3 km de Villecresnes à la forêt de Notre-Dame.

## Odonymie
L'ancien nom de Tégéval était l'anagramme de « végétal ».

## Tracé
Les principaux tronçons réalisés sont, :
- dans sa partie nord-ouest de 6 km, un réseau de pistes cycables en site propre reliant le sud du lac de Créteil, au niveau du quartier de la Pointe du Lac (lequel est quitté par une passerelle enjambant la route nationale 406, inaugurée le 18 juin 2016)[4] à l'orée du bois de Granville (partie de la forêt de la Grange, élément du Massif forestier de l'Arc Boisé) à Limeil-Brévannes en passant par le parc départemental de la Plage-Bleue à Valenton. Ce réseau de pistes cyclables est tracé majoritairement le long de la voirie secondaire. Ce parcours correspond approximativement à celui du Câble 1 en projet ;
- dans sa partie sud-ouest, d'une  voie verte de 5 km reliant l'orée du bois de la Grange sur le territoire de la commune de Villecresnes à l'ancienne gare de Mandres-les-Roses, comprenant une coulée verte de 2 km de  grande largeur (deux voies vertes, l'une en revêtement dur, ciment ou goudron, l'autre en revêtement sablé stabilisé, de part et d'autre d'une pelouse) sur le tunnel de Villecresnes de la ligne du TGV. Cette coulée verte se prolonge par 3 km de voie verte de 3 mètres de large en revêtement stabilisé de bonne qualité dans un environnement boisé sur la plateforme de l'ancienne ligne de Vincennes entre l'avenue Foreau (site de l'ancienne gare de Villecresnes) et l'ancienne gare de Mandres-les-Roses.

- Ces deux parties aménagées sont reliées par un parcours sinueux de 3 km sur chemins non revêtus dans la forêt domaniale de la Grange à Limeil-Brévannes comprenant un passage sur un étroit sentier sous la route départementale 204 le long du la ligne du TGV interconnexion Est. Cependant un parcours continu en site protégé de Limeil-Brévannes à Villecresnes est en cours de réalisation en octobre 2023 par une voie verte le long de la RD 94 qui reliera des pistes cyclables existantes le long de cette route et de la D 94E.

- La Tégéval est prolongée, au-delà de l'ancienne gare de Mandres-les-Roses, par un parcours de 3 km hors de l'ancienne voie ferrée (travaux réalisés de 2022 à l'été 2023) jusqu'à Servon en liaison avec la voie verte préexistante du chemin des Roses inaugurée en 2010.

Un parcours de 3 km en embranchement de Villecresnes à la forêt de Notre-Dame par Marolles-en-Brie est en projet.

## Galerie de photos

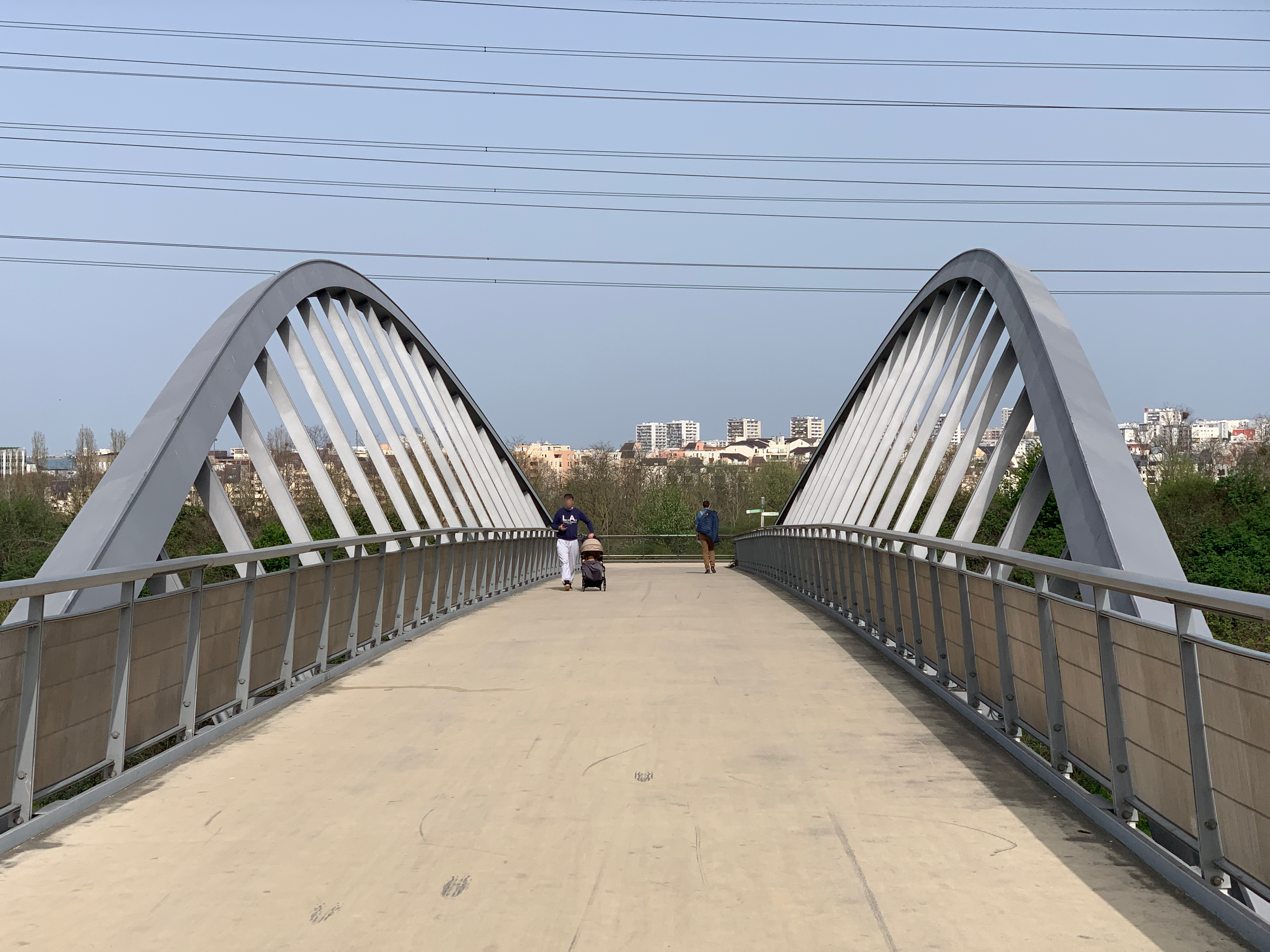
Passerelle de Créteil
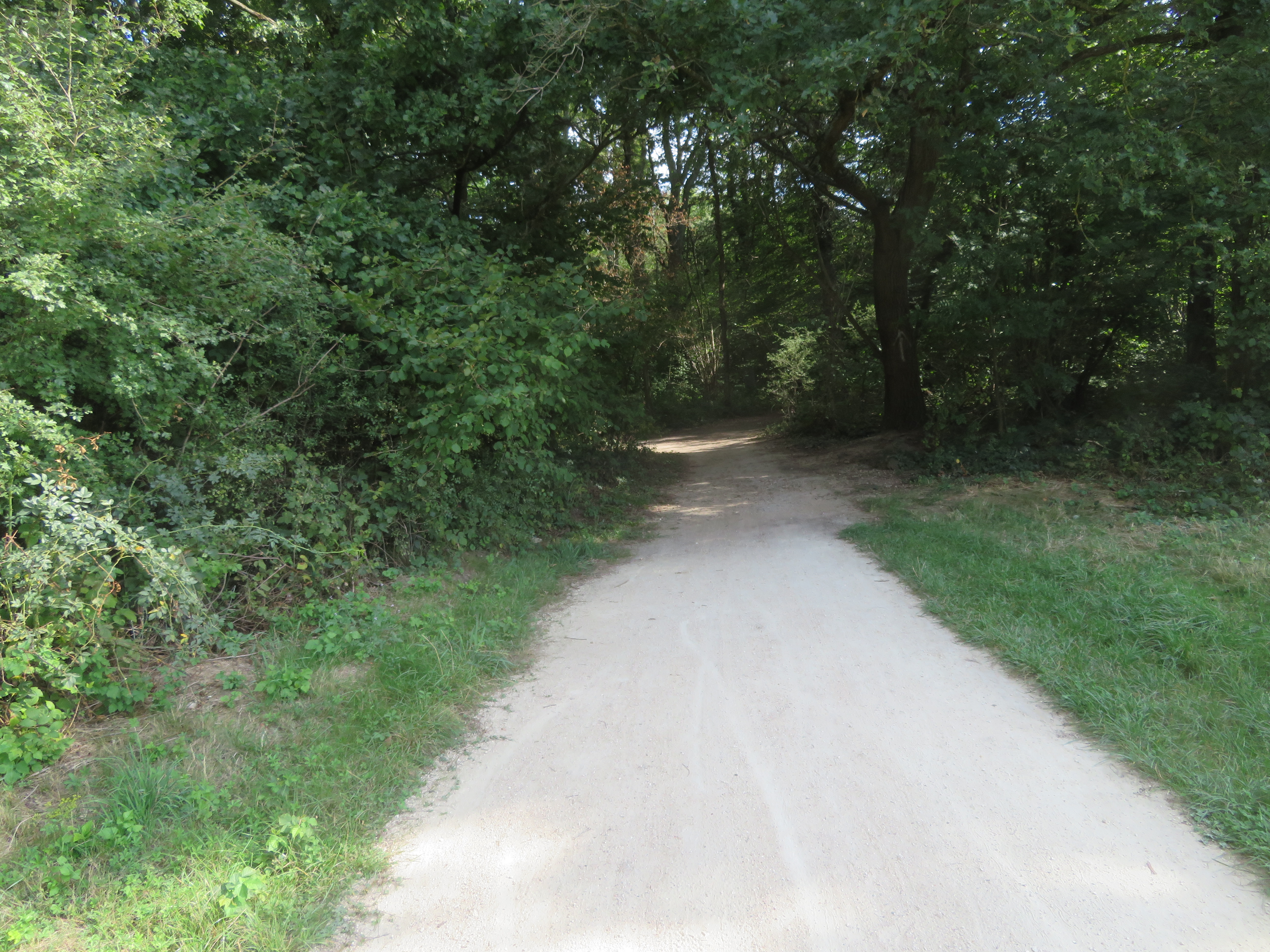
Fin du revêtement à l'entrée dans le bois de Granville à Limeil-Brévannes
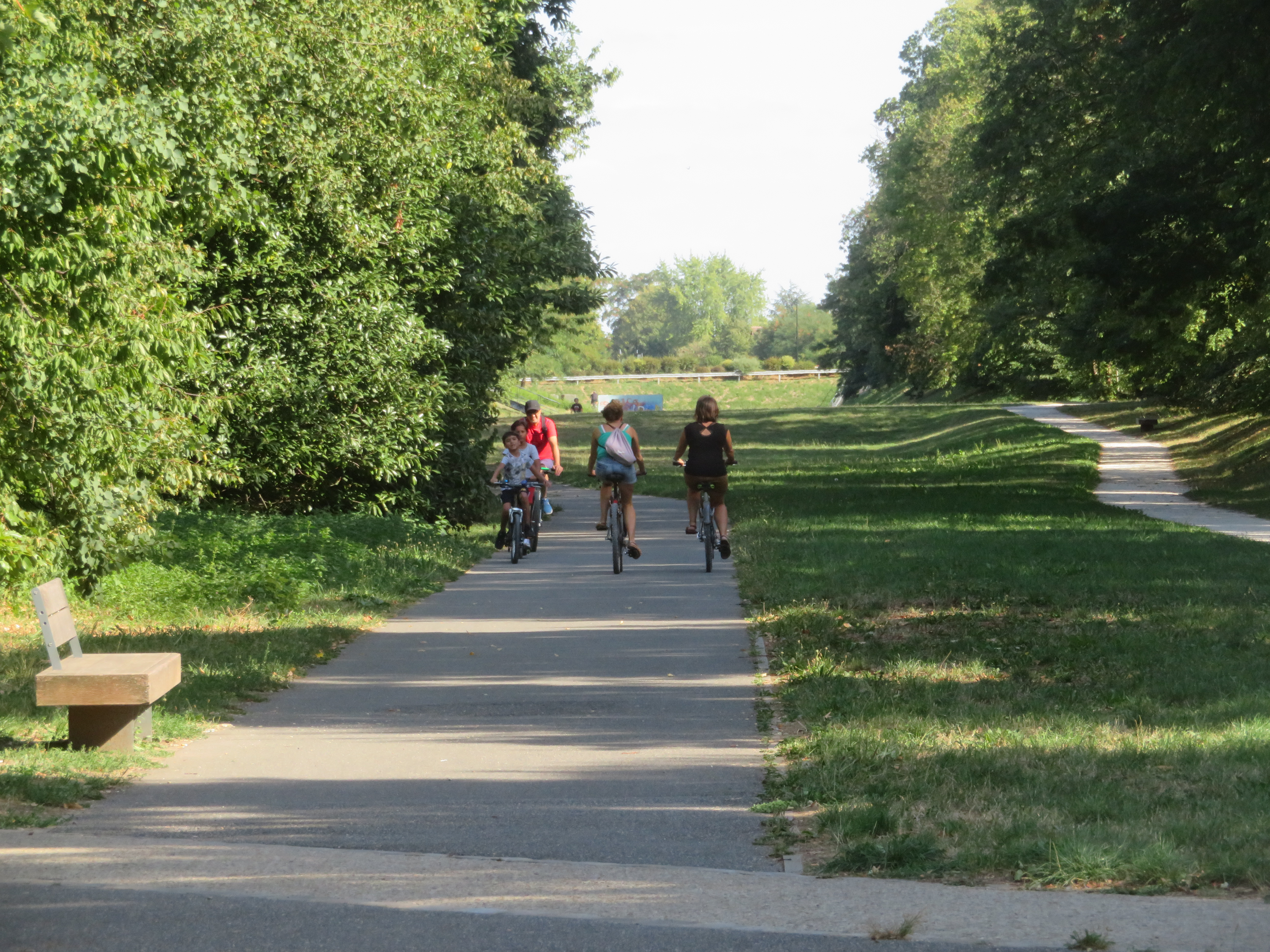
Coulée verte à Villecresnes
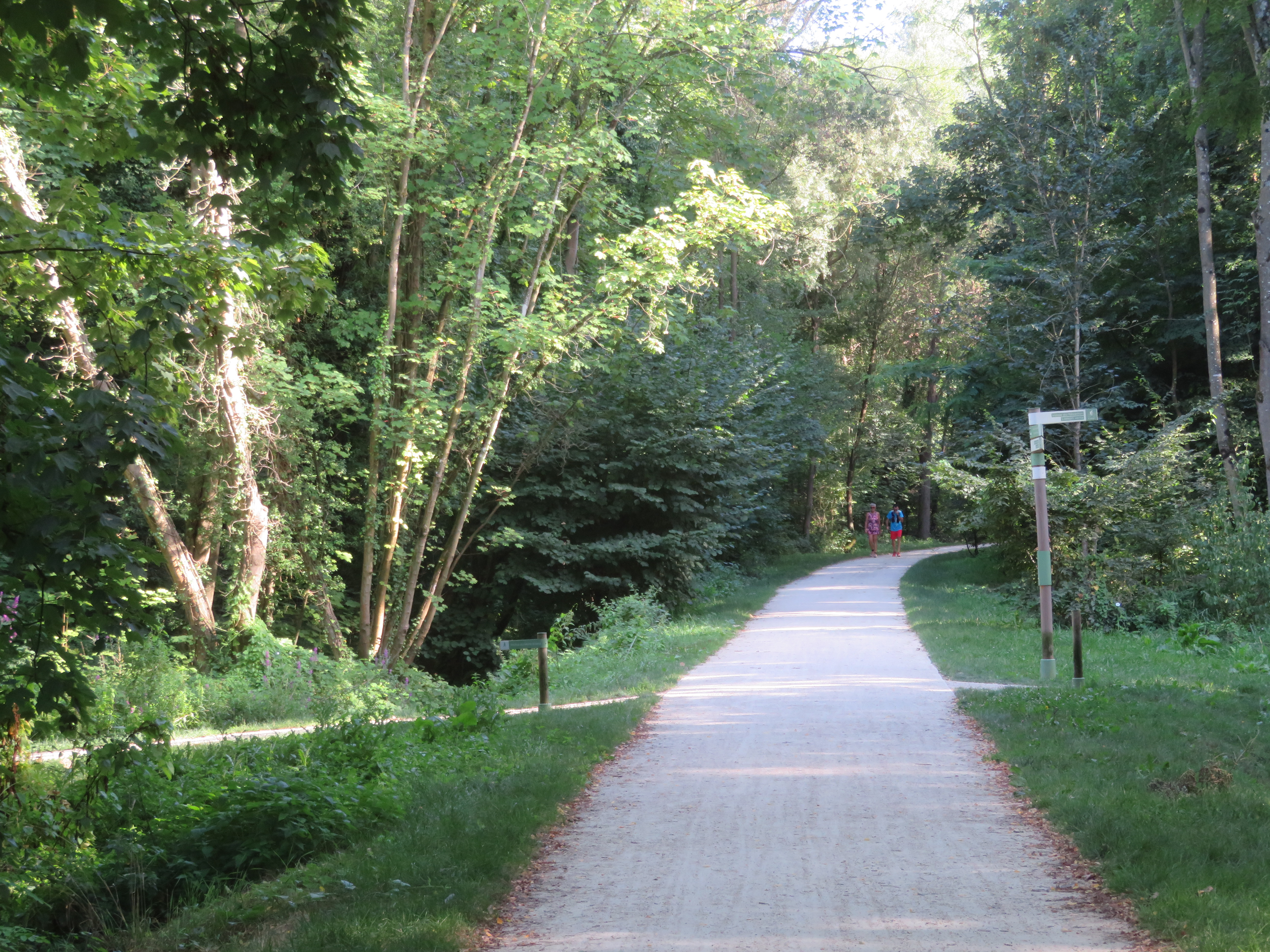
Tégéval à Mandres-les-Roses